# フラッシュバック (物語)
物語におけるフラッシュバック（英: flashback）は語りの途中に過去の出来事のシーンを挿入する手法、または挿入されたシーンである。後説法（、英: analepsis）、回想シーンとも。

## 概要
物語は一連の出来事を語ったものである。語りのなかで出来事を時系列順に述べず、途中で過去の出来事のシーンを挿入する手法および挿入されたシーンをフラッシュバックという。出来事を後で説明するという意味合いで後説法とも呼ばれ、また登場人物が過去を振り返るシーンという意味合いで回想シーンとも呼ばれる。対義語は未来の出来事のシーンを挿入するフラッシュフォワード（先説法）である。語りの技法であるため演出技法の一種である。
フラッシュバックは進行中のストーリーの背景を補完するために使われることが多い。ストーリーに筋を通し、キャラクターを掘り下げ、物語構造に変化をもたらす。具体例としては、ミステリーの謎解きで登場人物の過去の行動を見せるために使われる。フィルム・ノワールやメロドラマにおいてもよく用いられる。
フラッシュバックは更に、物語の初めの方に戻る内的後説法（英: internal analepsis）と物語の始まる前の過去を語る外的後説法（英: external analepsis）の2つに分類できる。

## 表現形式
フラッシュバックは「このシーンは過去である」というお約束をもった特殊なシーンであるため、それがフラッシュバックだと容易に理解できほかのシーンから区別できる表現形式を要求する。これを実現するため、フラッシュバックは各メディア (媒体) に合わせた様々な形式で表現されている。以下はその一例である：
- 漫画
  - フレーム外色調（例: 黒枠）
  - ナレーション
- 映像
  - フレーム周囲ぼかし
  - シーン色調（例: セピアトーン、モノクロ）
  - シーントランジション（例: 登場人物の顔からフェードイン・フェードアウト）
  - ナレーション[5]

## 主要な例

### 文学
後説法の初期の例としては『ラーマーヤナ』と『マハーバーラタ』が枠物語の形式でメインストーリーを物語る。同じ古代文学では『オデュッセイア』も後説法で語られる。『千夜一夜物語』の「三つの林檎」は謎解きに用いられた初期の例である。若い女性の死体が発見されたところから始まり、自首した犯人が殺人にいたった経緯を後説法で説明する。『千夜一夜物語』では他にも『シンドバッド』『真鍮の都』で後説法が使用されている。
16世紀にはヴァスコ・ダ・ガマの航海を後説法で語る『ウズ・ルジアダス』が作られる。
近代以降はフォード・マドックス・フォードやロバート・グレーヴスは後説法を広範囲に使用した。ソーントン・ワイルダー『サン・ルイ・レイの橋』は事故の被害者の過去が語られる。エリ・ヴィーゼル『夜』にも後説法が使われている。
ハリー・ポッターシリーズでは憂いの篩/ペンシーブという魔法道具で後説法が使われる。

### 映画
映画で最初に回想シーンが使われたのは1901年にフェルディナンド・ゼッカが撮った『ある犯罪の物語』といわれる。
トーキーの時代になって、ルーベン・マムーリアン『市街』（1931年）が作られるが回想シーンはまだ珍しかった。1939年になってウィリアム・ワイラーが『嵐が丘』を発表。家政婦のエレンが過去を語るフラッシュバック構造になっている。同年、マルセル・カルネも『陽は昇る』で回想シーンを使う。
回想シーンを用いた最も有名な映画がオーソン・ウェルズの『市民ケーン』（1941年）。「バラのつぼみ」という言葉を残して死んだ主人公チャールズ・フォスター・ケーンの人生を調べる記者のインタビューと、ケーンの人生を描いた回想シーンとで構成される。エルンスト・ルビッチ『天国は待ってくれる』（1943年）はフラッシュバックと信頼できない語り手を組み合わせた手法が用いられている。黒澤明『羅生門』（1950年）は複数の人物が異なる証言をする。ドキュメンタリーでの使用例としては、エロール・モリスの『ザ・シン・ブルー・ライン』（1988年、日本未公開）が挙げられる。
原作にはないが、映画版で回想シーンを使ったのが『回転木馬』（1956年）と『キャメロット』（1967年）。ともにミュージカル映画である。
『ラ・ジュテ』（1962年）はフラッシュバックとフラッシュフォワードの両方を用いて、過去と未来へ旅する。
稀に、回想シーンの中に回想シーンが入ることもあり、ジャック・フェデー『女郎蜘蛛』（1921年）においてはじめて用いられた。『アンニー可愛や』（1925年）では中国人の洗濯屋の回想シーンの中でさらなる回想シーンが画面の隅に描かれている。他に、ジョン・フォード『リバティ・バランスを射った男』（1962年）、池広一夫『ひとり狼』（1968年）、『オペラ座の怪人』（2004年）でも使われている。
回想シーンの画面を加工する場合もあり、たとえば木下惠介『野菊の如き君なりき』（1955年）は楕円形の白いボカシで囲み、サタジット・レイ『対抗者』（1972年）はネガポジ反転させている。
『ビリー・バスゲイト』（1991年）では回想シーンが35分も続く。
近年では、クエンティン・タランティーノがフラッシュバックとフラッシュフォワードを組み合わせる形で、『レザボア・ドッグス』（1992年）『パルプ・フィクション』（1994年）『キル・ビル』（2003年）を制作した。

### テレビドラマ
『刑事コロンボ』、『ジェシカおばさんの事件簿』、日本の2時間サスペンスの多くで回想シーンが使われている。